# District de Cantagalo
Le district de Cantagalo est un district de Sao Tomé-et-Principe, sur l'île de São Tomé. Son siège est Santana.

## Population
Le district de Cantagalo comptait 13 258 habitants lors du recensement (RGPH) de 2001, puis 17 161 lors du RGPH de 2012.